# Alain Tabourian
Alain Tabourian (né à Beyrouth en 1964) est un homme politique libanais d’origine arménienne. Homme d'affaires, il est titulaire d'un MBA de l'université Harvard.

## Biographie
Membre du parti Dashnak (Tachnag), il est le fils d’André Tabourian, lui-même ancien député arménien orthodoxe de Beyrouth.
Diplômé de Harvard, siégeant au conseil d’administration de nombreuses entreprises du secteur industriel et technologique au Liban et aux États-Unis, il est nommé ministre d’État sans portefeuille au gouvernement d'Omar Karamé en octobre 2004.
Au sein du gouvernement de Najib Mikati (avril - juillet 2005), il occupe les postes de ministre de la Jeunesse et des Sports et de ministre des Télécommunications.
Alain Tabourian est membre fondateur du Moultaqa, un rassemblement politique indépendant qui comprend des figures telles que Pierre Daccache, Abdallah Hanna et Youssef Salamé.
En juillet 2008, il devient ministre de l'Energie et de l'Eau au sein du gouvernement d'union nationale issu des accords de Doha et dirigé par Fouad Siniora.